# Фильмография Джорджа Лукаса

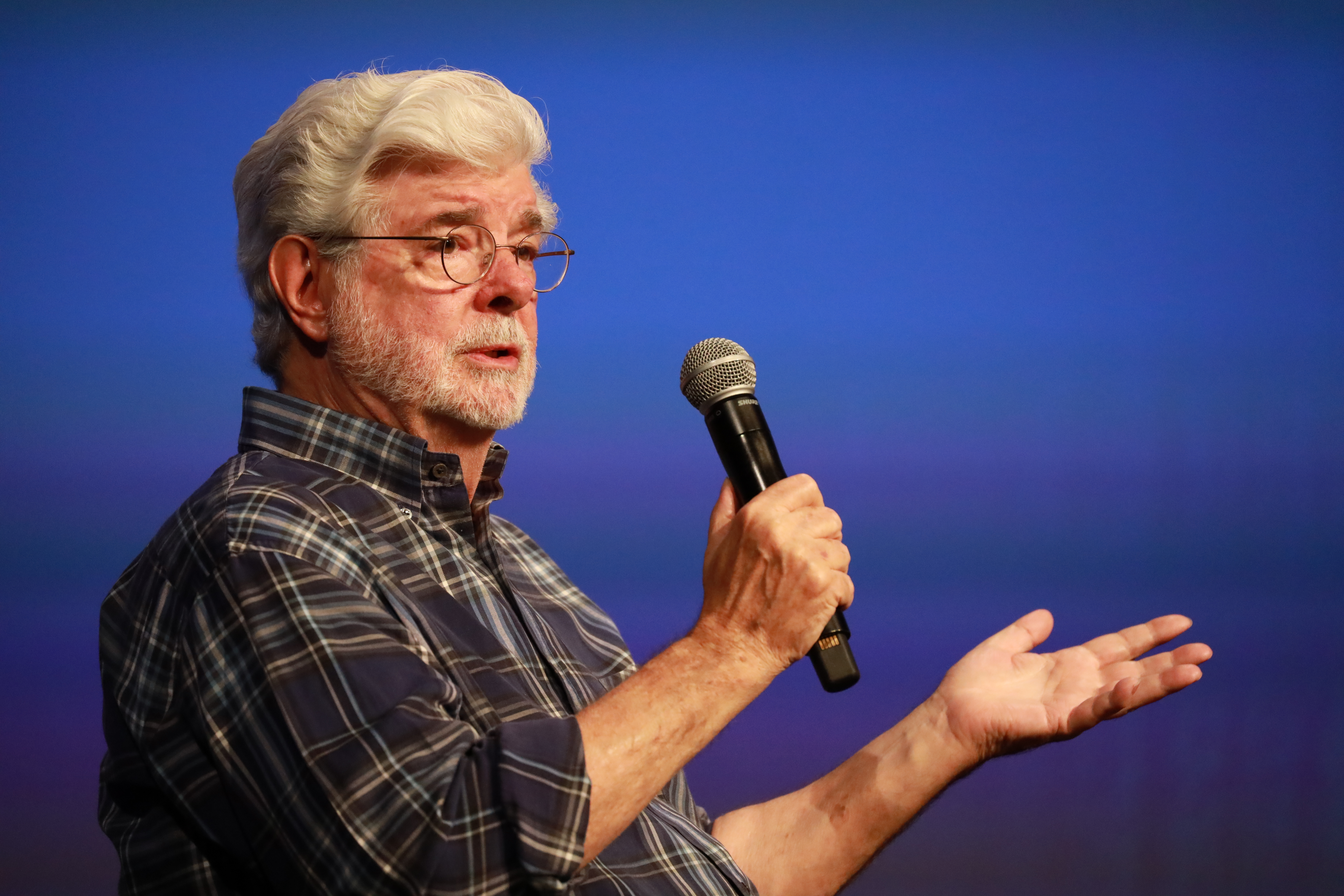
Джордж Лукас на 77-м Каннском кинофестивале, в 2024 году

Фильмография кинорежиссёра, сценариста и продюсера Джорджа Лукаса.

## Полнометражные фильмы
| Год  | Фильм                                                   | Режиссёр | Сценарист | Исполнительный продюсер | Примечания                                             |
| ---- | ------------------------------------------------------- | -------- | --------- | ----------------------- | ------------------------------------------------------ |
| 1971 | THX 1138                                                | Да       | Да        | Нет                     | Монтажёр                                               |
| 1973 | Американские граффити                                   | Да       | Да        | Нет                     | Монтажёр                                               |
| 1977 | Звёздные войны. Эпизод IV: Новая надежда                | Да       | Да        | Да                      | Монтажёр и музыкальный продюсер                        |
| 1979 | Новые американские граффити                             | Нет      | Нет       | Да                      | Сорежиссёр и музыкальный директор                      |
| 1980 | Кагемуся: Тень воина                                    | Нет      | Нет       | Да                      | Международная версия                                   |
| 1980 | Звёздные войны. Эпизод V: Империя наносит ответный удар | Нет      | Сюжет     | Да                      | Сорежиссёр, сценарист, монтажёр и музыкальный продюсер |
| 1981 | Индиана Джонс: В поисках утраченного ковчега            | Нет      | Сюжет     | Да                      | Сорежиссёр и монтажёр                                  |
| 1983 | Звёздные войны. Эпизод VI: Возвращение джедая           | Нет      | Да        | Да                      | Сорежиссёр, монтажёр и музыкальный продюсер            |
| 1983 | Дважды много лет назад                                  | Нет      | Нет       | Да                      | Анимационный                                           |
| 1984 | Индиана Джонс и храм судьбы                             | Нет      | Сюжет     | Да                      | Монтажёр и актёр (Миссионер)                           |
| 1985 | Мисима: Жизнь в четырёх главах                          | Нет      | Нет       | Да                      |                                                        |
| 1986 | Лабиринт                                                | Нет      | Нет       | Да                      |                                                        |
| 1986 | Говард-утка                                             | Нет      | Нет       | Да                      |                                                        |
| 1988 | Уиллоу                                                  | Нет      | Сюжет     | Да                      |                                                        |
| 1988 | Такер: Человек и его мечта                              | Нет      | Нет       | Да                      |                                                        |
| 1988 | Земля до начала времён                                  | Нет      | Нет       | Да                      | Анимационный                                           |
| 1989 | Индиана Джонс и последний крестовый поход               | Нет      | Сюжет     | Да                      | Монтажёр                                               |
| 1994 | Убийства на радио                                       | Нет      | Сюжет     | Да                      |                                                        |
| 1999 | Звёздные войны. Эпизод I: Скрытая угроза                | Да       | Да        | Да                      |                                                        |
| 2002 | Звёздные войны. Эпизод II: Атака клонов                 | Да       | Да        | Да                      | Монтажёр                                               |
| 2005 | Звёздные войны. Эпизод III: Месть ситхов                | Да       | Да        | Да                      | Актёр (Барон Папаноида)                                |
| 2008 | Индиана Джонс и Королевство хрустального черепа         | Нет      | Сюжет     | Да                      |                                                        |
| 2008 | Звёздные войны: Войны клонов                            | Нет      | Нет       | Да                      | Анимационный                                           |
| 2012 | Красные хвосты                                          | Нет      | Нет       | Да                      | Сорежиссёр                                             |
| 2015 | Странные чары                                           | Нет      | Сюжет     | Да                      | Анимационный                                           |
| 2023 | Индиана Джонс и Колесо судьбы                           | Нет      | Нет       | Да                      |                                                        |

Не указанный в титрах исполнительный продюсер:
- Жар тела (1981)
- Латино (1985)
- Возвращение в страну Оз (1985)
- Поваккаци (1988, документальный; был указан в начальный титрах как «представляет», но не был в списке продюсеров)

## Короткометражные фильмы
| Год  | Фильм                                    | Режиссёр | Сценарист | Исполнительный продюсер | Примечания                                                           |
| ---- | ---------------------------------------- | -------- | --------- | ----------------------- | -------------------------------------------------------------------- |
| 1965 | Взгляд на жизнь                          | Да       | Нет       | Нет                     | Не указанный в титрах сценарист, оператор и монтажёр                 |
| 1966 | Фрейхейт                                 | Да       | Нет       | Нет                     | Не указанный в титрах сценарист, оператор и монтажёр                 |
| 1966 | Хёрби                                    | Да       | Нет       | Нет                     | Не указанный в титрах сценарист, оператор и монтажёр                 |
| 1966 | 1:42.08                                  | Да       | Да        | Нет                     | Документальный; оператор и монтажёр                                  |
| 1967 | Каждый жил в городе Претти Хау           | Да       | Да        | Нет                     | Оператор и монтажёр                                                  |
| 1967 | Император                                | Да       | Да        | Нет                     | Документальный; актёр (Капитан)                                      |
| 1967 | Электронный лабиринт: THX 1138 4EB       | Да       | Да        | Нет                     |                                                                      |
| 1967 | 6-18-67                                  | Да       | Нет       | Нет                     | Документальный; не указанный в титрах сценарист, оператор и монтажёр |
| 1968 | Кинематографист: Дневники Джорджа Лукаса | Да       | Да        | Нет                     | Документальный; оператор, монтажёр, звукомонтажёр и озвучка          |
| 1986 | Капитан Ио                               | Нет      | Да        | Да                      | Аттракционы                                                          |
| 1987 | Звёздные туры                            | Нет      | Нет       | Да                      | Аттракционы                                                          |
| 2011 | Звёздные туры: Приключения продолжаются  | Нет      | Нет       | Да                      | Аттракционы                                                          |

Не указанный в титрах режиссёр документальных промо:
- Болд: Создание «THX 1138» (1971)
- Звёздные войны. Эпизод II: Сага продолжается (2000)

Не указанный в титрах исполнительный продюсер тестового видео THX Вау! (1990)

## Телевидение
| Год     | Название                                       | Сценарист          | Исполнительный продюсер | Примечания |
| ------- | ---------------------------------------------- | ------------------ | ----------------------- | --- |
| 1984    | Караван смельчаков. Приключения эвоков         | Сюжет              | Да                      | Телефильмы; сорежиссёр |
| 1985    | Эвоки. Битва за Эндор                          | Сюжет              | Да                      | Телефильмы; сорежиссёр |
| 1986    | Внутри лабиринта                               | Нет                | Да                      | Документальный телефильм |
| 1992-96 | Хроники молодого Индианы Джонса                | Создатель / Сюжеты | Да                      | Сериал Создатель и исполнительный продюсер (28 эпизодов) Автор сюжетов (16 эпизодов) Исполнительный продюсер (4 телефильма) Перемонтированная версия: Автор сюжетов и исполнительный продюсер (8 эпизодов) Исполнительный продюсер (14 эпизодов) |
| 2007-08 | По следам Индианы Джонса                       | Нет                | Да                      | Документальный сериал; 94 эпизода + 3 лекции |
| 2008-20 | Звёздные войны: Войны клонов                   | Создатель          | Да                      | Мультсериал; 133 + 4 «сырых» эпизода |
| 2010    | Нина Фош: Курс для кинематографистов и актёров | Нет                | Да                      | Документальный сериал; 16 эпизодов |
| 2012    | Две победы: Лётчики «Таскиги» на войне         | Нет                | Да                      | Документальный телефильм |
| 2012    | Явное предначертание                           | Нет                | Да                      | Документальный мини-сериал; 3 эпизода |
| Отменён | Звёздные войны: Окольные пути                  | Создатель          | Да                      | Мультсериал; 39 эпизодов |

Не указанный в титрах исполнительный продюсер:
- Звёздные войны: Праздничный спецвыпуск (1978, телефильм)
- Звёздные войны: Эвоки (1985-86, 14 эпизодов, мультсериал)
- Звёздные войны: Дроиды (1985-86, 26 эпизодов, мультсериал)
- Странная семейка (1990-93, 66 эпизодов, сериал)
- Звёздные войны: Войны клонов (2003-05, 25 эпизодов, мультсериал)

## Прочие работы
Ниже перечислены известные вклады Джорджа Лукаса в проекты других людей. Список может быть неполным. 
| Год  | Название                                  | Роль в создании                           | Принадлежность (если не полнометражный художественный)     |
| ---- | ----------------------------------------- | ----------------------------------------- | ---------------------------------------------------------- |
| 1964 | Вечеринка на пляже                        | фотограф                                  | короткометражный                                           |
| 1965 | Автобус                                   | ассистент режиссёра                       | документальный                                             |
| 1966 | Уничтожение                               | участвовал в создании                     | короткометражный                                           |
| 1966 | Марселло, мне скучно                      | звукомонтажёр                             | короткометражный анимационный                              |
| 1966 | Большой приз                              | дополнительный оператор                   |                                                            |
| 1968 | Радуга Финиана                            | ассистент режиссёра                       |                                                            |
| 1968 | Путешествие до Тихого океана              | монтажёр                                  | документальный                                             |
| 1968 | Почему человек творит?                    | оператор                                  | короткометражный документальный                            |
| 1969 | Золото Маккены                            | ассистент-стажёр                          |                                                            |
| 1969 | Люди дождя                                | ассистент режиссёра                       |                                                            |
| 1970 | Дай мне кров                              | оператор                                  | документальный                                             |
| 1972 | Крёстный отец                             | ассистент монтажёра                       |                                                            |
| 1979 | Апокалипсис сегодня                       | участвовал в создании и финансировании    |                                                            |
| 1981 | Убийца дракона                            | участвовал в создании                     |                                                            |
| 1985 | Ран                                       | участвовал в финансировании               |                                                            |
| 1987 | Panasonic                                 | актёр (камео)                             | серия рекламных роликов                                    |
| 1989 | Маленький Нимо: Приключения в стране снов | участвовал в создании                     | аниме                                                      |
| 1990 | Сны                                       | участвовал в финансировании               |                                                            |
| 1991 | Капитан Крюк                              | актёр (Целующийся мужчина)                |                                                            |
| 1993 | Парк юрского периода                      | руководитель постпродакшна                |                                                            |
| 1994 | Полицейский из Беверли-Хиллз 3            | актёр (Разочарованный мужчина)            |                                                            |
| 1997 | Люди в чёрном                             | актёр (Инопланетянин из телевизора)       |                                                            |
| 2001 | R2D2: Под куполом                         | актёр (камео)                             | короткометражный псевдодокументальный телефильм            |
| 2003 | Праздный отдых                            | актёр (камео)                             | короткометражный                                           |
| 2003 | Журнал мод                                | актёр (камео в одной серии)               | сериалы                                                    |
| 2005 | Массовка                                  | актёр (камео в одной серии)               | сериалы                                                    |
| 2005 | Одинокие сердца                           | актёр (камео в одной серии)               | сериалы                                                    |
| 2006 | Rollin' with Saget                        | актёр (камео)                             | музыкальное видео Jamie Kennedy & Stu Stone feat Bob Saget |
| 2007 | Робоцып                                   | озвучка (камео в одной серии)             | мультсериалы                                               |
| 2014 | Звёздные войны: Повстанцы                 | консультант по Кесселю (в одной серии)    | мультсериалы                                               |
| 2015 | Звёздные войны: Пробуждение силы          | креативный консультант; сюжетные наброски |                                                            |
| 2017 | Звёздные войны: Последние джедаи          | сюжетные наброски                         |                                                            |
| 2018 | Хан Соло. Звёздные войны: Истории         | участвовал в развитии                     |                                                            |
| 2019 | Звёздные войны: Скайуокер. Восход.        | сюжетные наброски                         |                                                            |